# Gastronomía de la provincia de Lérida

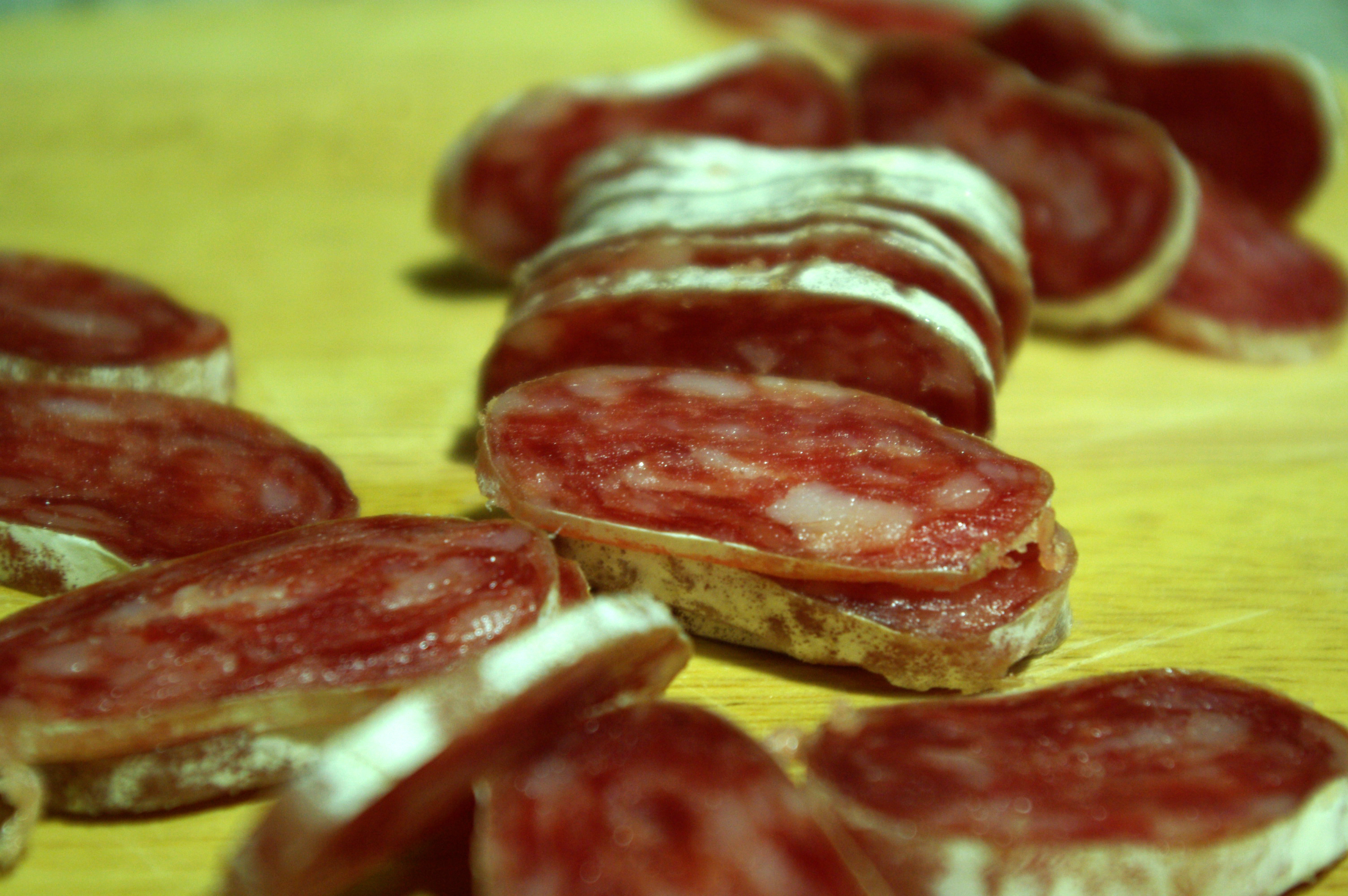
los xolis son una especie de fuet típica de Lérida.

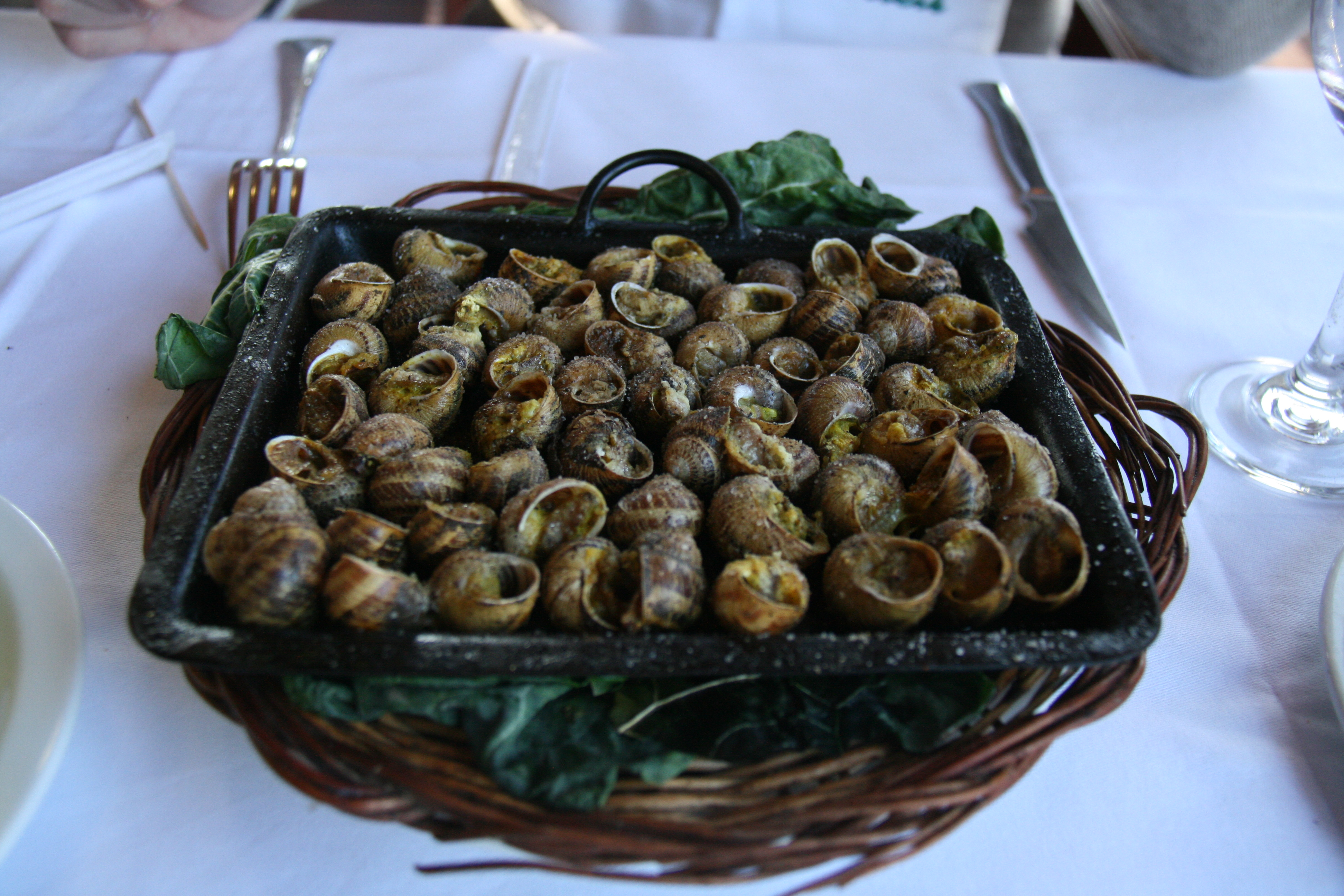
Los caracoles a la llauna son muy populares en la provincia.

La Gastronomía de la provincia de Lérida es el conjunto de platos y costumbres culinarias de la provincia de Lérida. Esta cocina pertenece a la cocina catalana de interior, posee ciertas influencias con la aragonesa cocina oscense. La provincia mesetaria catalana de Lérida posee una cocina, por sus características propias, sencilla. A veces carácter de montaña y ruda. Uno de sus platos más representativos es la cassolada (un guiso de patatas y verdura con tocino y costilla de cerdo). De todas las provincias catalanas es la única que no posee costa, a pesar de ello muchas preparaciones de pescado provienen de la pesca fluvial.

## Ingredientes
Los ingredientes suelen ser cárnicos y procedentes de las hortalizas, así como de la fértil agricultura. Es posible encontrar alguna producción de productos lácteos como el queso de Sort (el tupí).

### Verduras
Uno de los guisados con verduras más típicos es el cap-de-costella, elaborado con patatas y verduras diversas que al estar preparada se vierten huevo batido. Son populares los guisantes a la leridana. Algunos platos de legumbres como las alubias blancas a la leridana, las habas con caracoles. Existen platos de arroz como lo es el arroz con pescado y azafrán, el arroz con conejo, el arroz de jueves lardero y por Cuaresma el arroz con bacalao. Son populares los panadones típicos de Cuaresma y que suelen ser unas empanadas rellenas de espinacas, pasas y piñones.

### Carnes y Pescados

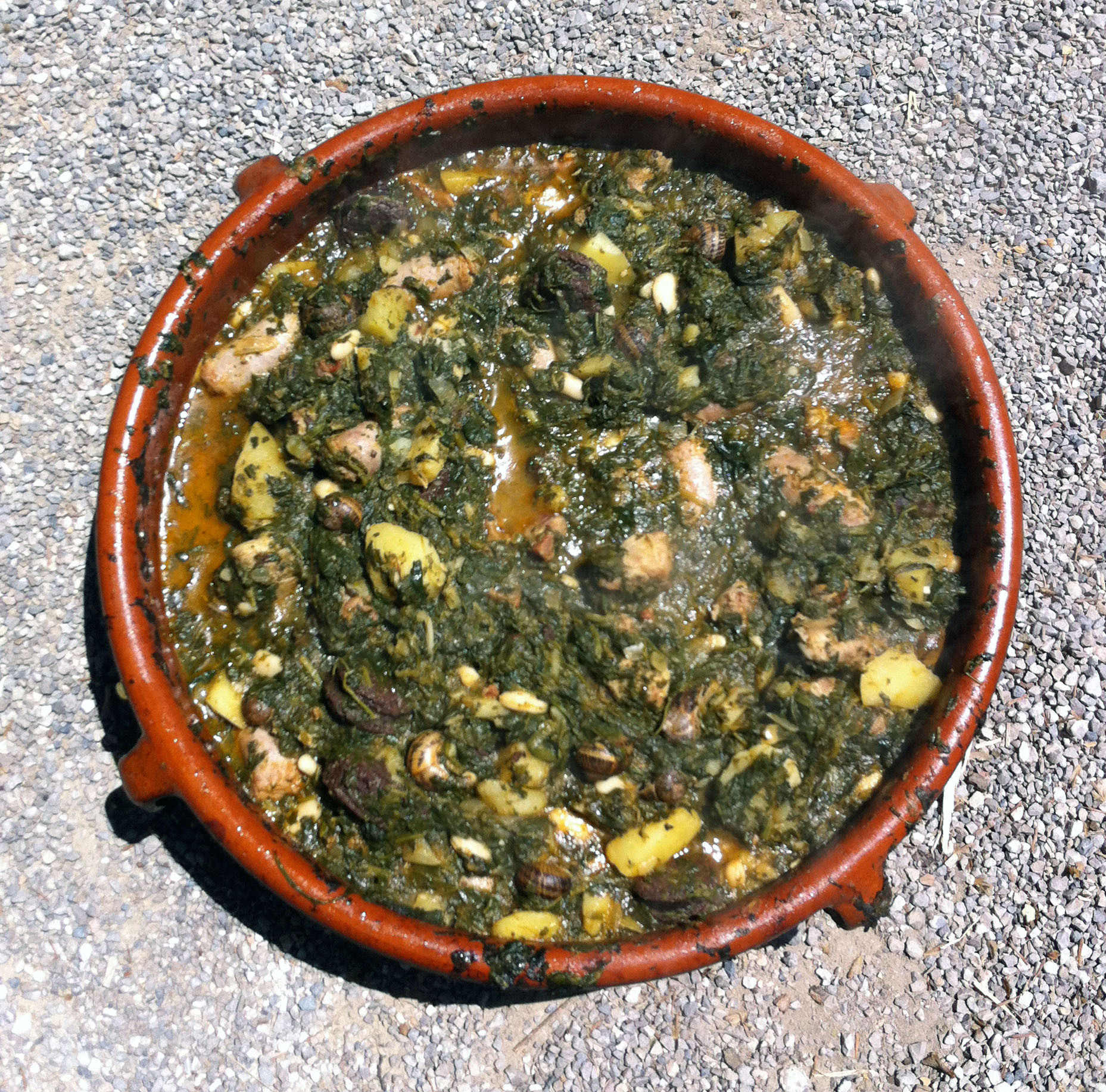
Cazuela de campo de Juneda (Cassola de Tros de Juneda)

Las preparaciones de carne de cerdo procedente de la matanza del cerdo son frecuentes a lo largo de la provincia. Un embutido típic de la matanza son los xolis (muy similares a los fuet). Entre los platos de cerdo se tiene las manos de cerdo con nabo (típicas de Cerdeña). Entre las escudellas (cocidos catalanes) de esta provincia cabe destacar la de Cerdanya, y el blat pelat a la cassola (típicos de Solsona), en el Valle de Arán se encuentra popular olla aranesa. Una comida típica de Juneda es la Cazuela de campo de Juneda (en catalán, Cassola de Tros de Juneda). Entre la carne de cordero es popular la cabeza y patas de cordero con Girella (típico de Puebla de Segur), el corderito a la urgellenca. Entre los platos de caza menor se tienen platos de liebre, de conejo y los más extraños elaborados con Urogallo del Valle de Arán. Entre los platos de voatería se encuentra el pollo al estilo de Almenar. 
Entre los platos de pescado se encuentran las truchas de Segre, las de llosa. La gastronomía tradicional de Tárrega posee como especialidad el bacalao Targarino (El bacallà Targarí). En el terreno de los lácteos se tiene el queso brossat típico del Valle de Arán.

## Repostería
El postre más característico son las crêpes, (denominados en algunas zonas como crespets, brescajus o pasteres). También se emplea frecuentemente los productos de la tierra como frutos del bosque como la fresa silvestre, la frambuesa y la mora. En Sort es popular el filiberto. En Agramunt es muy popular el chocolate y el turrón que presenta en tabletas redondas de diferentes tamaños. Desde el año 2000 cuenta con la categoría de Identificación Geográfica Protegida concedida por la Generalidad. En la provincia es muy popular el gerd (especie de frambuesa silvestre), de la misma forma es popular la coques de ous.

## Fiestas y tradiciones culinarias
Desde el año 1980 un fin de semana del mes de mayo se celebra la Reunión del Caracol de Lérida, "Aplec del Cargol de Lleida" en la que participan los grupos o "colles", pertenecientes a la "Associació de Colles de l'Aplec del Cargol" y que ha sido nombrada Fiesta de interés turístico nacional y Fiesta nacional de interés tradicional. En Juneda se realiza un concurso/fiesta de Cazuelas de campo, que se celebra el domingo de la segunda Pascua, que generalmente cae a finales de mayo o principios de junio.